# Funcionalismo (filosofía)
El funcionalismo es una de las posiciones clásicas de la filosofía de la mente. Su tesis central es que los estados mentales son estados funcionales.

## Funcionalismo y estados funcionales
El tema central de la filosofía de la mente es el problema mente-cuerpo, producto de la pregunta acerca de la naturaleza de los estados mentales. ¿Pueden estos integrarse en una concepción materialista o pueden explicarse únicamente por medio de un espíritu inmaterial? El funcionalismo defiende la tesis de que los estados mentales son estados funcionales. Puesto que los estados funcionales pueden ser realizados por sistemas materiales, el funcionalismo se concibe generalmente como una posición materialista. No obstante, hay que considerar que el funcionalismo adopta en primer lugar una posición neutral desde el punto de vista ontológico: en principio no dice nada en contra de que también sistemas inmateriales –si los hubiera– pudieran caracterizarse funcionalmente. En resumen un estado materialista.
Un estado funcional se caracteriza porque ante un determinado input reacciona con un determinado output y pasa a otro estado funcional. La idea de estado funcional puede explicarse mediante sencillos ejemplos. El filósofo Ned Block propone el ejemplo de una máquina expendedora de bebidas: Pensemos en una máquina expendedora que, al recibir un euro, devuelve un refresco. Para ello acepta monedas de 1 euro y de 50 céntimos. Para funcionar, la máquina dispone diversos estados internos. Ha de haber un estado en el que la máquina pide un euro para expulsar un refresco, pero también ha de haber un estado en el que la máquina sólo pide 50 céntimos. Podemos ilustrar la arquitectura funcional de dicha máquina mediante la siguiente sencilla tabla:
| Estado actual | Input | Output         | Nuevo estado |
| Z1            | 1     | Refresco       | Z1           |
| Z1            | 0.50  | /              | Z2           |
| Z2            | 1     | Refresco, 0.50 | Z1           |
| Z2            | 0.50  | Refresco       | Z1           |

La máquina posee dos estados diferentes que responden, respectivamente, a dos inputs diferentes, y o bien se mantiene el mismo estado o bien se transforma en otro estado. Esta tabla define los estados funcionales. En tal caracterización de los estados funcionales de un sistema, lo decisivo es que esta es independiente de la concreta realización física del sistema: es completamente irrelevante que la máquina sea de plástico o de acero.
La tesis del funcionalismo es que también los estados mentales pueden describirse de esa manera. Quien se encuentra en un estado mental concreto (por ejemplo, tiene dolor de cabeza o piensa que hoy es lunes), ante un determinado input reaccionará de determinada manera y pasará a otro estado mental (funcional). Todos los funcionalistas tienen claro que la descripción de la vida interior mental ha de ser incomparablemente más compleja que la descripción de una máquina expendedora. Lo determinante de esta tesis es que, según ella, la disposición de estados mentales es independiente de la realización física. De este modo, una computadora o un robot podrían tener estados mentales si realizan los mismos estados funcionales que un ser vivo dotado de conciencia.

## La evolución del funcionalismo
El desarrollo del funcionalismo está estrechamente ligado a los problemas de la teoría de la identidad y la aparición de la ciencia cognitiva. La teoría de la identidad fue formulada en los 50 por John Smart y Ullin Place. Afirma que un estado mental (dolor de cabeza, por ejemplo) es idéntico a un estado neuronal.
Contra esta teoría se presentó la objeción de que es empíricamente verosímil que diversos seres se encuentren en la misma situación mental y, a la vez, se encuentren en estados neuronales diferentes. Es de suponer, por ejemplo, que humanos y gatos pueden tener dolores de cabeza. Sin embargo, los cerebros son tan diferentes que resulta poco probable que, en ese caso, se encuentren en el mismo estado neuronal. En filosofía se habla aquí de realización múltiple. 

A esto se suma que en los años 50 y 60 surgieron la inteligencia artificial (IA) y la ciencia cognitiva. La teoría de la identidad parecía excluir de antemano que un robot pudiera tener conciencia, ya que carece de estados neuronales. 
En esta situación, el funcionalismo, formulado por primera vez por Hilary Putnam en 1960, parecía ser una clara mejora, ya que describe los estados funcionales como independientes de su realización concreta. Por tanto, la realización múltiple no le plantea ningún problema a este funcionalismo. Tampoco excluye éste que sistemas sin cerebro biológico puedan tener estados mentales. Incluso una máquina de Turing puede, en teoría, realizar cualquier estado funcional. Estas ventajas hicieron del funcionalismo la filosofía al uso en la inteligencia artificial y la ciencia cognitiva. Entretanto, debido a los problemas del funcionalismo, este estatus ha sido de nuevo cuestionado.

## Objeciones contra el funcionalismo
Pese a su popularidad, el funcionalismo ha de enfrentarse a serias objeciones.

### Realizaciones arbitrarias
Una de las objeciones clásicas al funcionalismo se debe al filósofo Ned Block. Block se sirve del hecho de que los estados funcionales pueden realizarse en sistemas diversos. Mediante un experimento mental, Block trata de imaginar una situación en la que un sistema tenga la misma arquitectura funcional que una persona consciente, pero que carezca de conciencia. Si tal sistema puede existir, entonces los estados funcionales no pueden ser idénticos a los estados mentales.
En el artículo "Troubles with Functionalism", Block imagina que el gobierno chino se convierte al funcionalismo e intenta realizar una mente humana. Cada chino recibe un aparato de radio que, conectado a unos satélites, le permite comunicarse rápidamente con los demás. Podríamos entonces hacer que la población llevara a cabo las acciones precisas para realizar todas las funciones cerebrales que el funcionalismo diría que son necesarias para que una persona tuviera dolor. Por ejemplo, dado el input X, todo lo que tendría que hacer la nación es devolver el output Y, siendo X e Y, respectivamente, los input y output que el funcionalismo describiría como dolor. En tal caso, podríamos decir que la nación entera tenía dolor, según la definición funcional. Así pues, según Block, ese sistema compuesto de personas, aparatos de radio y satélites podría realizar cualquier estado funcional que puede realizar una persona. Sin embargo, dice Block, es completamente absurdo suponer que dicho sistema tenga estados mentales. La objeción de Block se conoce como la objeción de las «realizaciones arbitrarias».

### Qualia

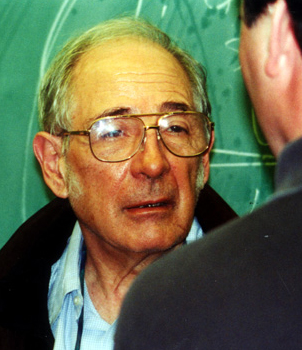
John Searle es uno de los más influyentes críticos del funcionalismo (Berkeley, 2002).

El funcionalismo tiene que enfrentarse además con un problema que incluso muchos de sus defensores –por ejemplo, Jerry Fodor– consideran no resuelto. Si todo estado mental es un estado funcional, también lo que experimentamos –como, por ejemplo, los dolores–, han de ser estados funcionales. Es, sin duda, verosímil describir los dolores funcionalmente: Quien tiene dolores tenderá a mostrar, por lo general, una conducta determinada –por ejemplo, descansar en la cama, pero no bailar– y tendrá también otros determinados estados mentales –por ejemplo, aflicción, pero no euforia–.
Pero la pregunta determinante es si la descripción funcional se hace cargo por completo del fenómeno del dolor. Y aquí surgen serias dudas. Seguramente, la caracterización funcional es parte importante del dolor, pero hay otro elemento que parece aún más importante: la vivencia del dolor. Sin embargo, el hecho de que experimentamos dolores –esto es, que tenemos qualia de dolor– no parece ser tenido en cuenta en la descripción funcional. El reproche al funcionalismo consiste, por tanto, en que este no puede explicar los qualia o contenidos vivenciales. Por consiguiente, no queda nada claro que una determinada arquitectura funcional sea suficiente para las vivencias. De ahí que no parezca verosímil equiparar los estados mentales a los estados funcionales. Para ilustrar esto piénsese en una computadora que tenga la misma estructura funcional que una persona que sufre dolores severos. ¿Siente la computadora de hecho dolores?

### Externalismo
Hilary Putnam, que fue uno de los fundadores del funcionalismo, es ahora uno de los más influyentes críticos de esta posición. Sus argumentos contra el funcionalismo están estrechamente relacionados con el apotegma externalista: «Las ideas no están en la cabeza». Putnam trata de mostrar que una idea no es un estado interno, sino que se constituye por medio de la comunidad y el entorno. Pero, dado que los estados funcionales son estados internos, no es posible identificar estados mentales y funcionales. Putnam ofrece dos argumentos:
1) Olmos y hayas: Putnam empieza diciendo que él no sabe nada de olmos y hayas más que son árboles. Esto significa que la estructura funcional interna de estas ideas puede ser la misma. Sin embargo, las ideas «El olmo es un árbol» y «El haya es un árbol» son diferentes, ya que se refieren a cosas diversas. Pero si hay ideas que pueden ser diferentes pese a que la estructura funcional sea la misma, entonces ideas y estados funcionales no pueden ser idénticos.
2) Planeta gemelo: El segundo argumento de Putnam se basa en un experimento mental. Se imagina un planeta exactamente igual al nuestro hasta en los más pequeños detalles. Sólo hay una diferencia: lo que para nosotros es H20, en ese planeta gemelo es una sustancia XYZ, que, no obstante, tiene a simple vista las mismas propiedades que el agua. Es, por tanto, líquida, transparente, incolora, etc. De este modo, una persona A, en la tierra, tiene al respecto la misma estructura funcional que su gemelo B en el planeta gemelo. Sin embargo, sus ideas respectivas son diferentes: con la idea «el agua es líquida», A se refiere a la sustancia H20, mientras que B se refiere a XYZ. La conclusión es que, dado que personas con la misma organización funcional pueden tener ideas diferentes, las ideas no son idénticas a los estados funcionales.